# Coelioxys aculeata
Coelioxys aculeata är en biart som beskrevs av Carlos Schrottky 1902. Coelioxys aculeata ingår i släktet kägelbin, och familjen buksamlarbin. Inga underarter finns listade i Catalogue of Life.